# Hullabaloo Soundtrack
Hullabaloo Soundtrack (ook wel bekend als gewoon Hullabaloo) is een verzamelalbum van de Britse rockband Muse. Het album kan worden gezien als een soundtrack voor de dvd en video Hullabaloo: Live at Le Zenith, Paris van dezelfde band. Beide werden uitgegeven op 1 juli 2002.
Het album bevat één cd met eerder uitgegeven B-kanten en een tweede cd met liveopnamen van concerten die in Le Zénith de Paris werden gegeven op 28 en 29 oktober 2001.

## Tracklist
Alle teksten zijn geschreven door Matthew Bellamy. 
| 1.                 | Forced In                                     | Uno (1999)                      | 4:18 |
| 2.                 | Shrinking Universe                            | New Born (2001)                 | 3:06 |
| 3.                 | Recess                                        | Unintended (2000)               | 3:35 |
| 4.                 | Yes Please                                    | Sunburn (2000)                  | 4:18 |
| 5.                 | Map of Your Head                              | New Born (2001)                 | 4:25 |
| 6.                 | Nature_1                                      | Plug In Baby (2001)             | 3:39 |
| 7.                 | Shine Acoustic (akoestische versie van Shine) | Hyper Music/Feeling Good (2001) | 5:12 |
| 8.                 | Ashamed                                       | Sunburn (2000)                  | 3:47 |
| 9.                 | The Gallery                                   | Bliss (2001)                    | 3:30 |
| 10.                | Hyper Chondriac Music                         | Bliss (2001)                    | 5:28 |
| Totale duur: 41:18 |                                               |                                 |      |

| 1.                 | Dead Star      | Dead Star/In Your World (2002) | 4:11 |
| 2.                 | Micro Cuts     | Origin of Symmetry (2001)      | 3:30 |
| 3.                 | Citizen Erased | Origin of Symmetry (2001)      | 7:21 |
| 4.                 | Showbiz        | Showbiz (1999)                 | 5:04 |
| 5.                 | Megalomania    | Origin of Symmetry (2001)      | 4:25 |
| 6.                 | Darkshines     | Origin of Symmetry (2001)      | 4:36 |
| 7.                 | Screenager     | Origin of Symmetry (2001)      | 4:22 |
| 8.                 | Space Dementia | Origin of Symmetry (2001)      | 5:32 |
| 9.                 | In Your World  | Dead Star/In Your World (2002) | 3:10 |
| 10.                | Muscle Museum  | Showbiz (1999)                 | 4:29 |
| 11.                | Agitated       | Uno (1999)                     | 4:11 |
| Totale duur: 39:47 |                |                                |      |

## Medewerkers
- Matthew Bellamy – zang, gitaar, piano, synthesizers
- Christopher Wolstenholme – basgitaar, achtergrondzang, synthesizers
- Dominic Howard – drums, slaginstrumenten

## Trivia
- What's He Building? van Tom Waits is aanwezig als verborgen nummer aan het begin van de tweede cd. Het nummer duurt 1 minuut en 55 seconden.
- De intro van Prelude in C Sharp Minor "The Bells of Moscow" van Sergej Rachmaninov is te horen aan het begin van nummer 7 (Screenager) van de tweede cd.